# Gavere
Gavere é um município belga situado na província de Flandres Oriental. O município compreende as vilas de Asper, Baaigem, Dikkelvenne Gavere propriamente dita, Semmerzake e Vurste. No dia 1 de janeiro de 2006, Gavere tinha uma população de 12 004 habitantes e o município tinha uma superfície de 31.35 km², havendo uma densidade populacional de  383 habitantes por km².

## Vilas
O município encontra-se subdividido nas seguintes vilas.
| #   | Nome        | Superfície | População (2004) |
| --- | ----------- | ---------- | ---------------- |
| I   | Gavere      |            | 2.854            |
| II  | Asper       |            | 4.204            |
| III | Semmerzake  |            | 1.422            |
| IV  | Vurste      |            | 1.032            |
| V   | Dikkelvenne |            | 1.877            |
| VI  | Baaigem     |            | 559              |